# قاچاق انسان در شیلی
قاچاق انسان در شیلی (انگلیسی: Human trafficking in Chile) توسط قانون شیلی مؤکداً ممنوع شده‌است و گزارش‌های پراکنده‌ای آمده‌است که افرادی از شیلی یا به شیلی یا در داخل شیلی برای مقاصد استثمار جنسی و بیگاری خانگی قاچاق شده‌اند. بر طبق این قانون ترویج و ترغیب به وارد کردن افراد به شیلی یا بیرون بردن افراد از شیلی بمنظور تسهیل فحشا، جرم محسوب می‌شود و تا سه سال زندان و ۸۲۷ دلار جریمه نقدی دارد. در بعضی شرایط، مجازات تشدید می‌گردد، از جمله در مواردی که قربانی صغیر باشد، از خشونت یا ارعاب استفاده شده باشد، سوء استفاده از قدرت یا فریب انجام شده باشد، قربانی منتسب یا تحت حضانت مجرم قرار داشته باشد، یا از شرایط ویژه قربانی یا معلولیت او سوءاستفاده شده باشد. قانون، ترویج فحشاء کودکان و فساد نوجوانان را جرم بحساب می‌آورد و سن لازم برای ابراز رضایت برای داشتن روابط جنسی را ۱۴ سال می‌داند. قانون ایجاد روابط جنسی با کودکان در ازاء پول یا چیزهای دیگر را جرم بحساب می‌آورد. اکثر قربانیان قاچاق در داخل کشور افراد صغیر هستند که برای استثمار جنسی مورد قاچاق قرار می‌گیرند.

## مناطق مورد استفاده قاچاقچیان
آنچنانکه از گزارشهای برمی‌آید قربانیان داخل کشور از مناطق روستائی به مناطق شهری نظیر سانتیاگو، ایگیگه و والپارایسو، قاچاق می‌شوند. مقامات مجری قانون اعلام می‌دارند که تعداد اندکی از قربانیان به کشورهای همسایه، آرژانتین، پرو، و بولیوی و نیز به ایالات متحده آمریکا، اروپا، و آسیا قاچاق می‌شوند. گزارشهای می‌گوید قربانیانی که وارد شیلی می‌شوند، از کشور پرو، پاراگوئه، کلمبیا و بولیوی هستند و تشخیص قربانیان قاچاق از مهاجرین اقتصادی مشکل است. گزارشهای حکایت از آن دارد که زنان جوان اهداف اصلی قاچاق به کشورهای دیگر هستند.

## شیوه‌های کار قاچاقچیان
گزارش شده که قاچاقچیان با استفاده از تبلیغات مطبوعاتی برای مدلها و تبلیغ کالاها، دختران ۱۱ تا ۱۷ سال را جذب و آنها را به فحشا می‌کشانند. نهادهای مجری قانون گوشزد می‌کنند که قاچاقچیانی که بدنبال کودکان هستند نیز، خانواده‌هایی که به‌لحاظ اقتصادی محروم هستند را هدف قرار می‌دهند، و والدین را متقاعد می‌کنند که کودکان آنها فرصت‌هایی برای زندگی بهتر خواهند یافت.

## اقدامات دولت
یک هماهنگ‌کننده ضد قاچاق در وزارت کشور در همکاری با وزارت عامه وجود دارد تا اطلاعات در موارد جدید قاچاق را که مورد تحقیق و پیگرد قانونی قرار گرفته جمع‌آوری کند. از ماه مارس سال ۱۹۹۵ تا ماه مه، ۸۳ مورد جدید قاچاق شناسایی شدند، که ۵ مورد آن در نوبت تحقیقات فعال هستند و یک مورد آن در پایان سال تحت تعقیب قرار گرفت. اکثر موارد مرتبط با قاچاق با تجارت با استفاده از استثمار جنسی افراد زیر سن قانونی سر و کار دارد. وزارت عامه از ماه ژانویه تا نوامبر ۱۱ مورد قاچاق عبور از مرز را مورد تحقیق قرار داده، در حالیکه که در تمام سال ۱۹۹۵ فقط هفت مورد تحقیق بوده‌است. بعلاوه، سازمان همکاری برای اصلاح جامعه در جرائم جنسی (PICH) و یکانهای جرائم اینترنتی در همکاری با وزارتخانه‌های دادگستری و کشور به موضوع قاچاق رسیدگی می‌کردند. دولت درزمینه فعالیتهای اجرای قانون قاچاق با انترپل همکاری دارد.

## واکنش ایالات متحده آمریکا
اداره دیده‌بانی و مبارزه با قاچاق انسان در وزارت خارجه ایالات متحده آمریکا، شیلی را در سال ۲۰۱۷ در رده اول کشورهای (مبارزه با قاچاق انسان) قرار داده‌است.